# Holzapetal
Das Holzapetal ist ein Naturschutzgebiet in der hessischen Kleinstadt Trendelburg und im gemeindefreien Gebiet Gutsbezirk Reinhardswald im Landkreis Kassel.

## Allgemeines
Das Naturschutzgebiet mit der Gebietsnummer 1633007 ist rund 88 Hektar groß. Es ist zu einem großen Teil Bestandteil des gleichnamigen FFH-Gebietes, durch das es mit dem weiter bachaufwärts liegenden Naturschutzgebiet „Oberes Holzapetal“ vernetzt ist. Im Westen grenzt es teilweise an das Landschaftsschutzgebiet „Auenverbund Diemel“. Das Gebiet steht seit dem 7. Oktober 1980 unter Naturschutz.

## Beschreibung
Das aus zwei Teilflächen bestehende Naturschutzgebiet liegt im Norden des Reinhardswaldes südwestlich von Bad Karlshafen und nordöstlich von Trendelburg innerhalb des Naturparks Reinhardswald. Es stellt einen Abschnitt der Holzape mit ihrem Talraum und teilweise daran angrenzende Waldflächen auf den Hängen des Reinhardswaldes und ein Altwasser der Diemel mit angrenzenden Flächen einschließlich der hier zur Diemelniederung abfallenden Hänge des Reinhardswaldes unter Schutz.
Die Holzape durchfließt das Naturschutzgebiet als naturnaher Bachlauf mit abschnittsweisen Sand-, Kies- und Geröllflächen. Sie wird überwiegend von Gehölzen mit Schwarzerle als dominierende Baumart begleitet bzw. verläuft am Rand von Wäldern, die im Talraum Au- und Bruchwaldcharakter haben. Im Talraum der Holzape sind Wiesenbereiche ausgebildet, die zum Teil brachliegen, teilweise sind Großseggenriede ausgebildet. Teilbereiche werden von Hochstaudenfluren eingenommen. Das Tal der Holzape wird bei Hochwasserereignissen häufig überschwemmt.
Das Holzapetal ist Lebensraum unter anderem für Eisvogel, Wasseramsel und Gebirgsstelze. Der im Reinhardswald heimische Schwarzstorch nutzt das Tal als Nahrungshabitat. Die Holzape beherbergt unter anderem Bachneunauge, Groppe und Bachforelle. Das Gebiet ist auch Lebensraum der Libellenarten Zweigestreifte Quelljungfer, Blauflügel-Prachtlibelle und Gebänderte Prachtlibelle.
Das Altwasser am Rand der Diemelniederung wird von einem Weichholzauenwald umgeben. Dominierende Baumart ist hier die Bruchweide. Am Ufer des Altwassers siedeln unter anderem Schwanenblume, Wasserhahnenfuß, Froschlöffel, Großer Wasserfenchel, Sumpfvergissmeinnicht, Bittersüßer Nachtschatten, Sumpflabkraut, Schmalblättriger Merk und Rohrglanzgras.
Auf den in das Naturschutzgebiet einbezogenen Hangbereichen des Reinhardwaldes stocken hier wie auch an den Hängen zum Tal der Holzape Buchenwälder, die zum Teil bis in die Talaue hineinreichen.
Das Naturschutzgebiet ist überwiegend von Wäldern bzw. Grünländern umgeben. Durch den Teilbereich am Rand der Diemelniederung verläuft die abgebaute Trasse der Carlsbahn.